# Formule 1 in 1975
Het Formule 1-seizoen 1975 was het 26ste FIA Formula One World Championship seizoen. Het begon op 12 januari en eindigde op 5 oktober na veertien races.
Niki Lauda werd wereldkampioen met grote voorsprong op de tweede, Emerson Fittipaldi.

## Kalender
| GP nr. | Ronde | Grand Prix                 | Circuit                                                                     | Plaats                  | Datum       |
| ------ | ----- | -------------------------- | --------------------------------------------------------------------------- | ----------------------- | ----------- |
| 251    | 1     | GP van Argentinië          | Autódromo Municipal del Parque Almirante Brown de la Ciudad de Buenos Aires | Buenos Aires            | 12 januari  |
| 252    | 2     | GP van Brazilië            | Interlagos                                                                  | São Paulo               | 26 januari  |
| 253    | 3     | GP van Zuid-Afrika         | Kyalami Grand Prix Circuit                                                  | Midrand                 | 1 maart     |
| 254    | 4     | GP van Spanje              | Montjuïc Circuit                                                            | Barcelona               | 27 april    |
| 255    | 5     | GP van Monaco              | Circuit de Monaco                                                           | Monte Carlo             | 11 mei      |
| 256    | 6     | GP van België              | Circuit Zolder                                                              | Heusden-Zolder          | 25 mei      |
| 257    | 7     | GP van Zweden              | Scandinavian Raceway                                                        | Anderstorp              | 8 juni      |
| 258    | 8     | GP van Nederland           | Circuit Park Zandvoort                                                      | Zandvoort               | 22 juni     |
| 259    | 9     | GP van Frankrijk           | Circuit Paul Ricard                                                         | Le Castellet            | 6 juli      |
| 260    | 10    | GP van Groot-Brittannië    | Silverstone Circuit                                                         | Silverstone             | 19 juli     |
| 261    | 11    | GP van Duitsland           | Nürburgring Nordschleife                                                    | Nürburg                 | 3 augustus  |
| 262    | 12    | GP van Oostenrijk          | Österreichring                                                              | Spielberg               | 17 augustus |
| 263    | 13    | GP van Italië              | Autodromo Nazionale Monza                                                   | Monza                   | 7 september |
| 264    | 14    | GP van de Verenigde Staten | Watkins Glen International                                                  | Watkins Glen (New York) | 5 oktober   |

### Afgelast
- De Grand Prix van Portugal werd afgelast omdat het circuit in Estoril niet aan de vereisten van de Formule 1 voldeed.[1]
- De Grand Prix van Canada ging niet door omdat de Formula One Constructors' Association (FOCA) meldde dat Mosport de contributie en kosten voor transport te laat had betaald.[1][2]

| Ronde | Grand Prix      | Circuit              | Plaats                | Originele datum |
| ----- | --------------- | -------------------- | --------------------- | --------------- |
| 4     | GP van Portugal | Autódromo do Estoril | Estoril               | 6 april         |
| 15    | GP van Canada   | Mosport Park         | Bowmanville (Ontario) | 21 september    |

## Resultaten en klassement

### Grands Prix
| Ronde | Grand Prix                 | Poleposition       | Snelste ronde      | Winnende coureur   | Winnende constructeur | Banden | Verslag |
| ----- | -------------------------- | ------------------ | ------------------ | ------------------ | --------------------- | ------ | ------- |
| 1     | GP van Argentinië          | Jean-Pierre Jarier | James Hunt         | Emerson Fittipaldi | McLaren-Ford          | G      | Verslag |
| 2     | GP van Brazilië            | Jean-Pierre Jarier | Jean-Pierre Jarier | Carlos Pace        | Brabham-Ford          | G      | Verslag |
| 3     | GP van Zuid-Afrika         | Carlos Pace        | Carlos Pace        | Jody Scheckter     | Tyrrell-Ford          | G      | Verslag |
| 4     | GP van Spanje              | Niki Lauda         | Mario Andretti     | Jochen Mass        | McLaren-Ford          | G      | Verslag |
| 5     | GP van Monaco              | Niki Lauda         | Patrick Depailler  | Niki Lauda         | Ferrari               | G      | Verslag |
| 6     | GP van België              | Niki Lauda         | Clay Regazzoni     | Niki Lauda         | Ferrari               | G      | Verslag |
| 7     | GP van Zweden              | Vittorio Brambilla | Niki Lauda         | Niki Lauda         | Ferrari               | G      | Verslag |
| 8     | GP van Nederland           | Niki Lauda         | Niki Lauda         | James Hunt         | Hesketh-Ford          | G      | Verslag |
| 9     | GP van Frankrijk           | Niki Lauda         | Jochen Mass        | Niki Lauda         | Ferrari               | G      | Verslag |
| 10    | GP van Groot-Brittannië    | Tom Pryce          | Clay Regazzoni     | Emerson Fittipaldi | McLaren-Ford          | G      | Verslag |
| 11    | GP van Duitsland           | Niki Lauda         | Clay Regazzoni     | Carlos Reutemann   | Brabham-Ford          | G      | Verslag |
| 12    | GP van Oostenrijk          | Niki Lauda         | Vittorio Brambilla | Vittorio Brambilla | March-Ford            | G      | Verslag |
| 13    | GP van Italië              | Niki Lauda         | Clay Regazzoni     | Clay Regazzoni     | Ferrari               | G      | Verslag |
| 14    | GP van de Verenigde Staten | Niki Lauda         | Emerson Fittipaldi | Niki Lauda         | Ferrari               | G      | Verslag |

### Puntentelling
Punten worden toegekend aan de top zes geklasseerde coureurs. 
| Positie | 01e0 | 02e0 | 03e0 | 04e0 | 05e0 | 06e0 |
| Punten  | 9    | 6    | 4    | 3    | 2    | 1    |

### Klassement bij de coureurs
De zeven beste resultaten van de eerste acht wedstrijden en de zes beste resultaten van de laatste zeven wedstrijden tellen mee voor de eindstand.
| Pos. | Coureur               | ARG  | BRA    | ZAF  | SPA  | MON | BEL | ZWE  | NED | FRA | GBR  | DUI  | OOS | ITA | VST | Punten |
| ---- | --------------------- | ---- | ------ | ---- | ---- | --- | --- | ---- | --- | --- | ---- | ---- | --- | --- | --- | ------ |
| 1    | Niki Lauda            | 6    | 5      | 5    | DNFP | 1P  | 1P  | 1S   | 2PS | 1P  | 8    | 3P   | 6P  | 3P  | 1P  | 64½    |
| 2    | Emerson Fittipaldi    | 1    | 2      | NC   | DNS  | 2   | 7   | 8    | DNF | 4   | 1    | DNF  | 9   | 2   | 2S  | 45     |
| 3    | Carlos Reutemann      | 3    | 8      | 2    | 3    | 9   | 3   | 2    | 4   | 14  | DNF  | 1    | 14  | 4   | DNF | 37     |
| 4    | James Hunt            | 2S   | 6      | DNF  | DNF  | DNF | DNF | DNF  | 1   | 2   | 4    | DNF  | 2   | 5   | 4   | 33     |
| 5    | Clay Regazzoni        | 4    | 4      | 16   | DNF  | DNF | 5S  | 3    | 3   | DNF | 13S  | DNFS | 7   | 1S  | WD  | 25     |
| 6    | Carlos Pace           | DNF  | 1      | 4PS0 | DNF  | 3   | 8   | DNF  | 5   | DNF | 2    | DNF  | DNF | DNF | DNF | 24     |
| 7    | Jody Scheckter        | 11   | DNF    | 1    | DNF  | 7   | 2   | 7    | 16  | 9   | 3    | DNF  | 8   | 8   | 6   | 20     |
| 8    | Jochen Mass           | 14   | 3      | 6    | 1    | 6   | DNF | DNF  | DNF | 3S  | 7    | DNF  | 4   | DNF | 3   | 20     |
| 9    | Patrick Depailler     | 5    | DNF    | 3    | DNF  | 5S  | 4   | 12   | 9   | 6   | 9    | 9    | 11  | 7   | DNF | 12     |
| 10   | Tom Pryce             | 12   | DNF    | 9    | DNF  | DNF | 6   | DNF  | 6   | DNF | DNFP | 4    | 3   | 6   | NC  | 8      |
| 11   | Vittorio Brambilla    | 9    | DNF    | DNF  | 5    | DNF | DNF | DNFP | DNF | DNF | 6    | DNF  | 1S  | DNF | 7   | 6½     |
| 12   | Jacques Laffite       | DNF  | 11     | NC   |      | DNQ | DNF |      | DNF | 11  | DNF  | 2    | DNF | DNF | DNF | 6      |
| 13   | Ronnie Peterson       | DNF  | 15     | 10   | DNF  | 4   | DNF | 9    | 15  | 10  | DNF  | DNF  | 5   | DNF | 5   | 6      |
| 14   | Mario Andretti        | DNF  | 7      | 17   | DNFS | DNF |     | 4    |     | 5   | 12   | 10   | DNF | DNF | DNF | 5      |
| 15   | Mark Donohue          | 7    | DNF    | 8    | DNF  | DNF | 11  | 5    | 8   | DNF | 5    | DNF  | DNS |     |     | 4      |
| 16   | Jacky Ickx            | 8    | 9      | 12   | 2    | 8   | DNF | 15   | DNF | DNF |      |      |     |     |     | 3      |
| 17   | Alan Jones            |      |        |      | DNF  | DNF | DNF | 11   | 13  | 16  | 10   | 5    |     |     |     | 2      |
| 18   | Jean-Pierre Jarier    | DNSP | DNFPS0 | DNF  | 4    | DNF | DNF | DNF  | DNF | 8   | 14   | DNF  | DNF | DNF | DNF | 1½     |
| 19   | Tony Brise            |      |        |      | 7    |     | DNF | 6    | 7   | 7   | 15   | DNF  | 15  | DNF | DNF | 1      |
| 20   | Gijs van Lennep       |      |        |      |      |     |     |      | 10  | 15  |      | 6    |     |     |     | 1      |
| 21   | Lella Lombardi        |      |        | DNF  | 6    | DNQ | DNF | DNF  | 14  | 18  | DNF  | 7    | 17  | DNF | DNF | ½      |
| 22   | Rolf Stommelen        | 13   | 14     | 7    | DNF  |     |     |      |     |     |      |      | 16  | DNF |     | 0      |
| 23   | John Watson           | DSQ  | 10     | DNF  | 8    | DNF | 10  | 16   | DNF | 13  | 11   | DNF  | 10  |     | 9   | 0      |
| 24   | Harald Ertl           |      |        |      |      |     |     |      |     |     |      | 8    | DNF | 9   |     | 0      |
| 25   | Hans Joachim Stuck    |      |        |      |      |     |     |      |     |     | DNF  | DNF  | DNF | DNF | 8   | 0      |
| 26   | Bob Evans             |      |        | 15   | DNF  | DNQ | 9   | 13   | DNF | 17  |      |      | DNF | DNF |     | 0      |
| 27   | Wilson Fittipaldi     | DNF  | 13     | DNQ  | DNF  | DNQ | 12  | 17   | 11  | DNF | 19   | DNF  | DNQ |     | 10  | 0      |
| 28   | Graham Hill           | 10   | 12     | DNQ  |      | DNQ |     |      |     |     |      |      |     |     |     | 0      |
| 29   | Brett Lunger          |      |        |      |      |     |     |      |     |     |      |      | 13  | 10  | DNF | 0      |
| 30   | Torsten Palm          |      |        |      |      | DNQ |     |      |     |     | 10   |      |     |     |     | 0      |
| 31   | Arturo Merzario       | NC   | DNF    | DNF  | DNF  | DNQ | DNF |      |     |     |      |      |     | 11  |     | 0      |
| 31   | Guy Tunmer            |      |        | 11   |      |     |     |      |     |     |      |      |     |     |     | 0      |
| 33   | Chris Amon            |      |        |      |      |     |     |      |     |     |      |      | 12  | 12  |     | 0      |
| 34   | Ian Scheckter         |      |        | DNF  |      |     |     | DNF  | 12  |     |      |      |     |     |     | 0      |
| 34   | Jean-Pierre Jabouille |      |        |      |      |     |     |      |     | 12  |      |      |     |     |     | 0      |
| 36   | Jim Crawford          |      |        |      |      |     |     |      |     |     | DNF  |      |     | 13  |     | 0      |
| 36   | Eddie Keizan          |      |        | 13   |      |     |     |      |     |     |      |      |     |     |     | 0      |
| 38   | Dave Charlton         |      |        | 14   |      |     |     |      |     |     |      |      |     |     |     | 0      |
| 38   | Damien Magee          |      |        |      |      |     |     | 14   |     |     |      |      |     |     |     | 0      |
| 38   | Renzo Zorzi           |      |        |      |      |     |     |      |     |     |      |      |     | 14  |     | 0      |
| 41   | Brian Henton          |      |        |      |      |     |     |      |     |     | 16   |      | NC  |     | NC  | 0      |
| 42   | John Nicholson        |      |        |      |      |     |     |      |     |     | 17   |      |     |     |     | 0      |
| 43   | Dave Morgan           |      |        |      |      |     |     |      |     |     | 18   |      |     |     |     | 0      |
| —    | Roelof Wunderink      |      |        |      | DNF  | DNQ |     |      |     |     | DNQ  |      | NC  | DNQ | DNF | 0      |
| —    | François Migault      |      |        |      | NC   |     | DNF |      |     | DNS |      |      |     |     |     | 0      |
| —    | Mike Wilds            | DNF  | DNF    |      |      |     |     |      |     |     |      |      |     |     |     | 0      |
| —    | Vern Schuppan         |      |        |      |      |     |     | DNF  |     |     |      |      |     |     |     | 0      |
| —    | Ian Ashley            |      |        |      |      |     |     |      |     |     |      | DNS  |     |     |     | 0      |
| —    | Jo Vonlanthen         |      |        |      |      |     |     |      |     |     |      |      | DNF |     |     | 0      |
| —    | Michel Leclere        |      |        |      |      |     |     |      |     |     |      |      |     |     | DNF | 0      |
| —    | Hiroshi Fushida       |      |        |      |      |     |     |      | DNS |     | DNQ  |      |     |     |     | 0      |
| —    | Tony Trimmer          |      |        |      |      |     |     |      |     |     |      | DNQ  | DNQ | DNQ |     | 0      |
| Pos. | Coureur               | ARG  | BRA    | ZAF  | SPA  | MON | BEL | ZWE  | NED | FRA | GBR  | DUI  | OOS | ITA | VST | Punten |

| Resultaat                       |
| ------------------------------- |
| Winnaar                         |
| Tweede plaats                   |
| Derde plaats                    |
| Gefinisht (punten behaald)      |
| Gefinisht (geen punten behaald) |
| Niet geklasseerd (NC)           |
| Uitgevallen (DNF)               |
| Niet gekwalificeerd (DNQ)       |
| Gediskwalificeerd (DSQ)         |
| Niet gestart (DNS)              |
| Gewond (INJ)                    |
| Uitgesloten (EX)                |
| Teruggetrokken (WD)             |
| Niet deelgenomen (blanco cel)   |
| P Pole position                 |
| S Snelste ronde                 |

### Klassement bij de constructeurs
Alleen het beste resultaat per race telt mee voor het kampioenschap.

De zeven beste resultaten van de eerste acht wedstrijden en de zes beste resultaten van de laatste zeven wedstrijden tellen mee voor de eindstand. Bij "Punten" staan getelde kampioenschapspunten gevolgd door de totaal behaalde punten tussen haakjes.
| Pos. | Constructeur    | ARG | BRA    | ZAF  | SPA  | MON | BEL  | ZWE  | NED  | FRA | GBR | DUI  | OOS | ITA  | VST | Punten  |
| ---- | --------------- | --- | ------ | ---- | ---- | --- | ---- | ---- | ---- | --- | --- | ---- | --- | ---- | --- | ------- |
| 1    | Ferrari         | 4   | 4      | 5    | NCP  | 1P  | 1PS0 | 1S   | 2PS0 | 1P  | 8S  | 3PS0 | 6P  | 1PS0 | 1P  | 72½     |
| 2    | Brabham-Ford    | 3   | 1      | 2    | 3    | 3   | 3    | 2    | (4)  | 14  | 2   | 1    | 14  | 4    | DNF | 54 (56) |
| 3    | McLaren-Ford    | 1   | 2      | 6PS0 | 1    | 2   | 7    | 8    | DNF  | 3S  | 1   | DNF  | 4   | 2    | 2S  | 53      |
| 4    | Hesketh-Ford    | 2S  | 6      | DNF  | DNF  | DNF | DNF  | 10   | 1    | 2   | 4   | 8    | 2   | 5    | 4   | 33      |
| 5    | Tyrrell-Ford    | 5   | DNF    | 1    | DNF  | 5S  | 2    | 7    | 9    | 6   | 3   | 9    | 8   | 7    | 6   | 25      |
| 6    | Shadow-Ford     | 12P | DNFPS0 | 9    | 4    | DNF | 6    | DNF  | 6    | 8   | 14P | 4    | 3   | 6    | NC  | 9½      |
| 7    | Lotus-Ford      | 8   | 9      | 10   | 2    | 4   | DNF  | 9    | 15   | 10  | 16  | DNF  | 5   | 13   | 5   | 9       |
| 8    | March-Ford      | 9   | DNF    | DNF  | 5    | DNF | DNF  | DNFP | 14   | 18  | 5   | 7    | 1S  | DNF  | 7   | 7½      |
| 9    | Williams-Ford   | NC  | 11     | NC   | 7    | DNQ | DNF  | 14   | 12   | 11  | DNF | 2    | DNF | 14   | DNS | 6       |
| 10   | Parnelli-Ford   | DNF | 7      | 17   | DNFS | DNF |      | 4    |      | 5   | 12  | 10   | DNF | DNF  | DNF | 5       |
| 11   | Hill-Ford       |     |        |      | NC   | DNQ | DNF  | 6    | 7    | 7   | 10  | 5    | 15  | DNF  | DNF | 3       |
| 12   | Penske-Ford     | 7   | DNF    | 8    | DNF  | DNF | 11   | 5    | 8    | DNF |     |      |     |      | 9   | 2       |
| 13   | Ensign-Ford     |     |        |      |      | DNQ | WD   | WD   | 10   | 15  | DNQ | 6    | 12  | 12   | DNF | 1       |
| 14   | Surtees-Ford    | DSQ | 10     | DNF  | 8    | DNF | 10   | 16   | DNF  | 13  | 11  |      | 10  |      |     | 0       |
| 15   | BRM             | DNF | DNF    | 15   | DNF  | DNQ | 9    | 13   | DNF  | 17  | WD  | WD   | DNF | DNF  |     | 0       |
| 16   | Fittipaldi-Ford | DNF | 13     | DNS  | DNF  | DNQ | 12   | 17   | 11   | DNF | 19  | DNF  | DNS | 11   | 10  | 0       |
| 17   | Lola-Ford       | 10  | 12     | 7    |      | WD  |      |      |      |     |     |      |     |      |     | 0       |
| 18   | Lyncar-Ford     |     |        |      |      |     |      |      |      |     | 17  |      |     |      |     | 0       |
| —    | Shadow-Matra    |     |        |      |      |     |      |      |      |     |     |      | DNF | DNF  | DNF | 0       |
| —    | Maki-Ford       |     |        |      |      |     |      |      | DNS  |     | DNQ | DNQ  | DNQ | DNQ  |     | 0       |
| Pos. | Constructeur    | ARG | BRA    | ZAF  | SPA  | MON | BEL  | ZWE  | NED  | FRA | GBR | DUI  | OOS | ITA  | VST | Punten  |

| Resultaat                       |
| ------------------------------- |
| Winnaar                         |
| Tweede plaats                   |
| Derde plaats                    |
| Gefinisht (punten behaald)      |
| Gefinisht (geen punten behaald) |
| Niet geklasseerd (NC)           |
| Uitgevallen (DNF)               |
| Niet gekwalificeerd (DNQ)       |
| Gediskwalificeerd (DSQ)         |
| Niet gestart (DNS)              |
| Gewond (INJ)                    |
| Uitgesloten (EX)                |
| Teruggetrokken (WD)             |
| Niet deelgenomen (blanco cel)   |
| P Pole position                 |
| S Snelste ronde                 |

1950 · 1951 · 1952 · 1953 · 1954 · 1955 · 1956 · 1957 · 1958 · 1959 · 1960 · 1961 · 1962 · 1963 · 1964 · 1965 · 1966 · 1967 · 1968 · 1969 · 1970 · 1971 · 1972 · 1973 · 1974 · 1975 · 1976 · 1977 · 1978 · 1979 · 1980 · 1981 · 1982 · 1983 · 1984 · 1985 · 1986 · 1987 · 1988 · 1989 · 1990 · 1991 · 1992 · 1993 · 1994 · 1995 · 1996 · 1997 · 1998 · 1999 · 2000 · 2001 · 2002 · 2003 · 2004 · 2005 · 2006 · 2007 · 2008 · 2009 · 2010 · 2011 · 2012 · 2013 · 2014 · 2015 · 2016 · 2017 · 2018 · 2019 · 2020 · 2021 · 2022 · 2023 · 2024 · 2025 · 2026 
 Lijst van Formule 1 Grand Prix-wedstrijden